# Велес Перић
Велес Перић (право име Петар Перић; Београд, 1924 – Београд, 1991) био је српски песник.

## Биографија
Рођен је у породици оца правника, потом београдског адвоката, пореклом из Рековца. Године 1943. је, због припадности СКОЈ-у избачен из Треће београдске гимназије, да би матурирао тек 1945., по ослобођењу. Студирао је права на Београдском универзитету и био један од најпопуларнијих песника 1946. и 1947. године све до хапшења 1949. и отпремања на Голи оток. Учествовао је на митинзима и масовно посећеним литерарним вечерима (Коларчев народни универзитет, Народно позориште, Дом УДБ-е, Радио Београд) и читао своје јесењиновски надахнуте песме, које су и после његовог хапшења наставиле да живе тајно преписиване и умножаване. Те, по песника, кобне 1949. године, припремано је издавање његове збирке песама у којој се нашла и песма „Возови тутње... СССР... СССР“ која га је одвела на камено острво. На Голом отоку проводи два пута по две и по године, од септембра 1949. до јануара 1955. године. Између две робије на Голом отоку, за седам месеци на слободи, успева да дипломира на факултету. Од 1947. до 1949. године Велес је секретар Удружења књижевника Србије.
„Уверен сам да је био најдаровитији песник у тој првој генерацији која је почела да објављује крајем четрдесетих, почетком педесетих година у „Нолиту“, који се прво звао „Ново покољење“ – Славко Вукосављевић, Слободан Марковић, Драгослав Грбић... Велес је умео да споји сентименталност тада модерног Јесењина, политичку убојитост тада фаворизованог Мајаковског и изненђујући модернизам, који ни са чим нисмо могли да упоредимо..." каже књижевник Иван Ивањи у својим сећањима.
1959., након што неко време ради за Бриселску изложбу, полаже адвокатски испит и ради у адвокатској канцеларији свога оца, бавећи се углавном породичним правом. Одатле је и отишао у пензију.
1976. под псеудонимом Гејс Греј издаје дело Поема о фудбалеру, уз финансијску помоћ адвоката Пере Беловића, пријатеља са Отока, али она је, иако у тиражу од само 3.000 примерака, врло брзо повучена из продаје.
Поезијом се више није бавио јавно, и за живота није објавио ниједну збирку песама. То је после његове смрти, 1995. године, учинио његов голооточки пријатељ и писац Галиб Сулејмановић, објавивши у приватном издању (Независна издања Слободана Машића) песме које је успео да сакупи под насловом „Кроз зелени талас“. Неке од његових песма су данас заступљене у антологијама и изборима, а најпознатија „Кочијашу“, сачувана у више верзија, пева се као стара градска песма.
Након четврт века, појављује се и књига "Барјак на олуји : сабиране и изабране песме", приређивача Милоја Дончића, у издању издавачке куће Ревнитељ, 2022 године.

## Теме
Како се да видети из поменуте збирке песама, и по повратку са Голог отока, Перић је остао стаљиниста и совјетофил, а то се најбоље види из песама посвећених "Спутњику", Гагарину и Терешковој. У прилог чињеници да је остао песником након робије говоре и песме посвећене Лумумби и војним маневрима НАТО-а у јесен 1983. Перић је, уз то, написао и неколико песама посвећених музици Баха, Шопена и Шумана.
У његовим раним песмама, осим љубавних, постоји и знатан број акцијашких песама, потом и доста оних који се баве историјским догађајима, какво је и Бомбардовање Београда (1944). У збирци је објављено и неколико песама у којима Перић износи своје ставове у погледима поетике модерног песништва. Значајно је споменути и одређен број социјалних песама.

## Песме
- Кроз зелени талас, Нова 105 Слободана Машића, Београд, 1995.
- Барјак на олуји : сабиране и одабране песме, Ревнитељ, Ниш, 2022.